# Saison 19 des Griffin
 (mai 2021).
Si vous disposez d'ouvrages ou d'articles de référence ou si vous connaissez des sites web de qualité traitant du thème abordé ici, merci de compléter l'article en donnant les références utiles à sa vérifiabilité et en les liant à la section « Notes et références ».
Chronologie
Saison 18 Saison 20
La dix-neuvième saison de la série d'animation Les Griffin (Family Guy) est diffusée entre le 27 septembre 2020 et le 16 mai 2021 sur le réseau Fox aux États-Unis et sur Citytv au Canada.
En France, la saison est disponible depuis le 28 juillet 2021 sur Disney+ en version française.

## Épisodes
| No. série | No. saison | Titres (France et Québec)                                                                       | Titre original               | Réalisation                 | Scénario        | Date de diffusion (FOX) | Dates de diffusion MCM Télétoon | Code prod. | Audience |
| --- | ---------- | ----------------------------------------------------------------------------------------------- | ---------------------------- | --------------------------- | --------------- | ----------------------- | ------------------------------- | ---------- | -------- |
| 350 | 1          | Le Premier mot de Stewie Le premier mot de Stewie                                               | Stewie's First Word          | Mike Kim                    | Patrick Meighan | 27 septembre 2020       | 7 juin 2022 25 novembre 2021    | JACX19     | 1,86     |
| Les Griffin sont à l'église quand soudain, Stewie prononce son premier mot qui est une injure. Lois va tenter de comprendre comment il a pu en arriver là. Elle pense d'abord que ce sont les programmes qu'il regardait, puis qu'il s'agit de Peter, mais en vérité, c'est elle la source du problème. |            |                                                                                                 |                              |                             |                 |                         |                                 |            |          |
| 351 | 2          | Le Talentueux M. Stewie L’énigmatique M. Stewie                                                 | The Talented Mr. Stewie      | Greg Colton                 | Gary Janetti    | 4 octobre 2020          | 8 juin 2022 2 décembre 2021     | JACX20     | 1.36     |
| Stewie apprend que son ours Rupert a autrefois appartenu à son frère Chris. |            |                                                                                                 |                              |                             |                 |                         |                                 |            |          |
| 352 | 3          | Disney+: Garçons & Écureuils MCM: Pour l'amour d'un écureuil Des écureuils et des hommes        | Boys and Squirrels           | Joe Vaux                    | Steve Callaghan | 11 octobre 2020         | 8 juin 2022 16 décembre 2021    | KACX02     | 1.48     |
| Peter est victime d'un accident en voulant utiliser une tronçonneuse afin de déloger des écureuils. Alors que Stewie et Chris décident de s'occuper du seul écureuil rescapé, Peter se rend chez un chiropracteur et retrouve sa taille initiale.                                                       |            |                                                                                                 |                              |                             |                 |                         |                                 |            |          |
| 353 | 4          | Disney+: Le Pays des plans de coupe MCM: Les scènes de coupe Les p'tites scènes pas rapport     | Cutawayland                  | Brian Iles                  | Patrick Meighan | 1er novembre 2020       | 8 juin 2022 20 janvier 2022     | KACX01     | 1.83     |
| Peter et Lois se retrouvent transportés au pays des flashbacks. |            |                                                                                                 |                              |                             |                 |                         |                                 |            |          |
| 354 | 5          | Disney+: La Famiglia Griffini MCM: Les Griffini La Famiglia Guy                                 | La Famiglia Guy              | John Holmquist              | Alex Carter     | 8 novembre 2020         | 9 juin 2022 27 janvier 2022     | KACX03     | 1.52     |
| Peter devient un mafioso quand Joe lui demande de devenir le parrain de sa fille. |            |                                                                                                 |                              |                             |                 |                         |                                 |            |          |
| 355 | 6          | Le Mariage de Meg                                                                               | Meg's Wedding                | Steve Robertson             | Mike Desilets   | 15 novembre 2020        | 10 juin 2022 17 février 2022    | KACX05     | 1.79     |
| Meg forge un lien inattendu avec Bruce pendant que Peter doit réapprendre à se servir de ses bras. |            |                                                                                                 |                              |                             |                 |                         |                                 |            |          |
| 356 | 7          | Wild Wild West Une élection digne du Far West                                                   | Wild Wild West               | Jerry Langford              | Kirker Butler   | 22 novembre 2020        | 13 juin 2022 17 mars 2022       | KACX08     | 1.68     |
| Peter fait tout pour que le cousin du Maire West lui succède. |            |                                                                                                 |                              |                             |                 |                         |                                 |            |          |
| 357 | 8          | Pawtucket Pat                                                                                   | Pawtucket Pat                | Julius Wu                   | Alex Carter     | 6 décembre 2020         | 14 juin 2022 10 mars 2022       | KACX07     | 1.43     |
| Brian enquête sur Pawtucket Pat, le fondateur de la bière locale et découvre un bien curieux secret. |            |                                                                                                 |                              |                             |                 |                         |                                 |            |          |
| 358 | 9          | Noël sans L                                                                                     | The First No L               | Joseph Lee                  | Damien Fahey    | 13 décembre 2020        | 15 juin 2022 3 mars 2022        | KACX06     | 1.84     |
| Peter, Brian et les enfants considèrent Lois comme acquise et celle-ci décide de les laisser gérer Noël sans elle. |            |                                                                                                 |                              |                             |                 |                         |                                 |            |          |
| 359 | 10         | Disney+: Matières Fécales MCM: Haine viscérale Matières fécales                                 | Fecal Matters                | Mike Kim et Dominic Bianchi | Artie Johann    | 17 janvier 2021         | 16 juin 2022 9 décembre 2021    | JACX09     | 3.22     |
| Peter, qui a réussi à échapper à l'épidémie de grippe familiale, se retrouve infirmier à s'occuper d'Ernie, le poulet géant. Brian, après avoir reçu des tests ADN, pense qu'il est un chat. |            |                                                                                                 |                              |                             |                 |                         |                                 |            |          |
| 360 | 11         | Disney+: Le Meilleur ami de l'homme MCM: Un copain qui a du chien Le meilleur ami du p'tit gars | Boys Best Friend             | Mike Kim                    | Steve Callaghan | 21 février 2021         | 17 juin 2022 24 mars 2022       | KACX06     | 1.31     |
| Alors que Brian veut se lier d'amitié avec le fils de sa nouvelle copine, Peter et ses amis empruntent la corvette de Joe. |            |                                                                                                 |                              |                             |                 |                         |                                 |            |          |
| 361 | 12         | Disney+: C'est de la fraude MCM: Un pigeon nommé Quagmire C'est de la fraude!                   | And Thene There's Fraud      | Brian Iles                  | Kevin Biggins   | 28 février 2021         | 20 juin 2022 7 avril 2022       | KACX10     | 1.45     |
| Peter et Chris se lancent dans une fraude monumentale alors que Stewie est concerné par la chirurgie plastique. |            |                                                                                                 |                              |                             |                 |                         |                                 |            |          |
| 362 | 13         | PeTerminator Peterminator                                                                       | PeTerminator                 | Joe Vaux                    | Mark Hentemann  | 7 mars 2021             | 21 juin 2022 21 avril 2022      | KACX12     | 1.15     |
| Stewie et Brian créent un robot qui veut s'en prendre à Lois. |            |                                                                                                 |                              |                             |                 |                         |                                 |            |          |
| 363 | 14         | Disney+: Le Genre à se marier MCM: Bon à marier Le genre à se marier                            | The Marrying Kind            | Greg Colton                 | Travis Bowe     | 14 mars 2021            | 22 juin 2022 28 avril 2022      | KACX11     | 1.35     |
| Stewie se trouve une étrange fiancée. Peter et Chris quant à eux profitent des petits-déjeuners servis à l'hôtel. |            |                                                                                                 |                              |                             |                 |                         |                                 |            |          |
| 364 | 15         | Disney+: Cliente de la semaine MCM: Le client de la semaine                                     | Customer of The Week         | John Holmquist              | Artie Johann    | 21 mars 2021            | 23 juin 2022 5 mai 2022         | KACX13     | 1.26     |
| Lois est déterminée à remporter le titre de meilleure cliente d'un restaurant. |            |                                                                                                 |                              |                             |                 |                         |                                 |            |          |
| 365 | 16         | Disney+: Qui est Brian désormais ? MCM: La vie de Brian Qui est vraiment Brian ?                | Who's Brian Now?             | Steve Robertson             | Maggie Mull     | 11 avril 2021           | 24 juin 2022 12 mai 2022        | KACX14     | 1.35     |
| Brian découvre qu'il a appartenu à une autre famille, les Henderson, avant d'être chez les Griffin. |            |                                                                                                 |                              |                             |                 |                         |                                 |            |          |
| 366 | 17         | Le Piège des jeunes parents Jeunes parents branchés                                             | Young Parent Trap            | Jerry Langford              | Emily Towers    | 18 avril 2021           | 27 juin 2022 19 mai 2022        | KACX15     | 1.21     |
| Peter et Lois sont pris par erreur pour de jeunes parents et partent vivre dans un appartement. |            |                                                                                                 |                              |                             |                 |                         |                                 |            |          |
| 367 | 18         | Meg entre à l'université Meg va à l'université                                                  | Meg Goes to College          | Joseph Lee                  | Mike Desilets   | 2 mai 2021              | 28 juin 2022 26 mai 2022        | KACX16     | 1.14     |
| Alors que Meg croit être acceptée à l'université, Brian se met au fitness. |            |                                                                                                 |                              |                             |                 |                         |                                 |            |          |
| 368 | 19         | Le Chat des Griffin Être comme chien et chat                                                    | Family Cat                   | Julius Wu                   | Artie Johann    | 9 mai 2021              | 29 juin 2022 2 juin 2022        | KACX17     | 1.34     |
| Brian est persuadé que le nouveau chat féminin de la famille est dangereux. |            |                                                                                                 |                              |                             |                 |                         |                                 |            |          |
| 369 | 20         | Récits d'une gloire sportive passée Il était une fois des champions                             | Tales of Former Sports Glory | Joe Vaux et Peter Shin      | Mark Hentemann  | 16 mai 2021             | 30 juin 2022 3 février 2022     | KACX04     | 1.16     |
| Peter, Quagmire et Cleveland racontent leurs anciens exploits sportifs lorsque la télévision du bar est cassée. Peter était boxeur, Quagmire champion de tennis et Cleveland amateur de base-ball. |            |                                                                                                 |                              |                             |                 |                         |                                 |            |          |